# Pliocercus
Pliocercus es un género de serpientes de la familia Colubridae y subfamilia Colubrinae. Incluye a tres especies que se distribuyen por el norte de Sudamérica, América Central y México.

## Especies
Se reconocen a las siguientes especies:
- Pliocercus elapoides Cope, 1860 - México y norte de América Central.
- Pliocercus euryzonus Cope, 1862 - Desde Nicaragua al norte de Perú.
- Pliocercus wilmarai Smith, Perez-Higareda & Chiszar, 1996 - Sur de México.